# Stora gölen (Våthults socken, Småland)
Stora gölen är en sjö i Gislaveds kommun i Småland och ingår i Nissans huvudavrinningsområde.